# 1932년
1932년은 금요일로 시작하는 윤년이다.

## 연호
- 대한민국 임시정부(大韓民國 臨時政府) 대한민국(大韓民國) 14년
- 중화민국(中華民國) 민국(民國) 21년
- 만주국(滿州國) 대동(大同) 원년
- 일본(日本) 쇼와(昭和) 7년
- 응우옌 왕조(阮朝) 바오다이(保大) 7년

## 기년
- 만주국(滿洲國) 강덕제(康德帝) 원년
- 응우옌 왕조(阮朝) 보대제(保大帝) 7년

## 사건
- 1월 1일 - 조선상공회의소 설립인가
- 1월 8일 - 한인애국단원 이봉창, 도쿄 사쿠라다몬 밖에서 일본 쇼와 천황에게 폭탄을 투척하였으나 실패.
- 1월 12일 - 제주 우도 잠녀들이 열악한 조업환경 개선을 요구하며 봉기(제주잠녀항쟁)
- 2월 - 조선혁명군이 중국혁명군사령관 리춘룬과 합작하여 한중연합군 조직
- 2월 23일 - 조선 최대의 농민조합이었던 용천소작조합 강제 해산
- 3월 - 단천, 성진에서 적색노조사건으로 관계자 다수 검거
- 3월 1일 - 만주국 건국
- 3월 11일 - 조선혁명군 총사령 양세봉이 중국의용군과 합작하여 만주 신빈현에서 일본군 대파
- 4월 1일 - 한인애국단이 최흥식, 유상근 등을 중국 다롄에 파견해 일본 고위관리를 폭살 시도하다 검거
- 4월 11일 - 충청남도 아산에서 천연두 창궐로 100여명이 사망하였다.
- 4월 12일 - 이광수 장편 <흙>이 <동아일보>에 연재
- 4월 29일 - 한인애국단원 윤봉길, 중국 상하이의 홍커우 공원에서 도시락 폭탄을 던져 의거
- 5월 - 대한민국 임시정부의 본부를 상하이에서 항저우로 이전
- 5월 1일 - 조선어학회, 기관지 <한글> 속간
- 6월 5일 - 충무공 이순신의 현충사 낙성식과 영정 봉안식 거행
- 6월 15일 - <조선일보> 제8대 사장으로 조만식 취임
- 6월 18일 - 국제 농구 연맹이 스위스 제네바에서 창설되었다.
- 7월 5일 - 살라자르가 포르투갈의 총리로 취임
- 7월 10일 - 방응모, <조선일보> 인수
- 7월 29일 - 경상북도 일대에 폭염으로 섭씨 41-42도 기록, 일사병으로 5명 사망
- 7월 30일 - 미국 로스앤젤레스에서 제10회 하계 올림픽이 개최 (~8월 14일).
- 7월 31일 - 나치, 총선거에서 제1당이 됨.
- 9월 19일 - 한중연합군, 일본군과 제1차 쌍성보 전투를 벌임
- 9월 23일 - 네지드와 헤자즈 왕국이 합쳐 사우디아라비아 왕국 건국
- 9월 30일 - 충청남도청이 공주에서 대전으로 이전
- 10월 3일 - 이라크가 영국으로부터 독립하다.
- 10월 7일 - 조선경마령 공포
- 10월 10일 - 히로히토 일본 일왕에게 폭탄을 투척한 이봉창 의사가 일본 이치가와 형무소에서 순국
- 11월 6일 - 독일 바이마르공화국, 제7대 의회 선거
- 11월 7일 - 한국독립군, 제2차 쌍성보 전투에서 승리
- 11월 10일
  - 김규식, 최동오 등이 상하이에서 한국대일전선통일동맹 조직
  - 조선총독부가 정신작흥운동 개시
- 11월 20일 - 통영운하와 통영해저도로 준공
- 11월 27일 - 황해도 해주구세요원에서 최초로 크리스마스 실 발행
- 12월 3일 - 일본 농림성이 미곡법에 따라 한국미 50만 석을 매입할 것을 지시
- 12월 19일 - 윤봉길이 일본 가나자와시 가나자와 육군 형무소에서 순국
- 12월 25일 - 한중연합토일군이 만주 동만에서 일본만주연합군 2천명과 격전해 대승을 거둠
- 12월 27일 - 조선어철자위원회 조직
- 덴마크에서 레고 그룹 설립.

## 문화
- 8월 6일 - 제1회 베니스 영화제 개막.

## 탄생

### 1월
- 1월 3일 - 미국의 배우 대브니 콜먼. (~2024년)
- 1월 4일 - 스페인의 영화 감독 카를로스 사우라. (~2023년)
- 1월 5일
  - 이탈리아의 기호학자, 작가 움베르토 에코. (~2016년)
  - 영국의 축구 선수 빌 폴크스. (~2013년)
- 1월 8일 - 대한민국의 관료 겸 정치인 이상희. (~2022년)
- 1월 15일
  - 대한민국의 정치인 윤재명.
  - 미국의 육상 선수 딘 스미스. (~2023년)
- 1월 18일 - 대한민국의 정치인 윤형상. (~2022년)
- 1월 20일 - 대한민국의 정치인 금진호. (~2024년)
- 1월 21일
  - 대한민국의 경찰관 최규식. (~1968년)
  - 일본의 기업인 이나모리 가즈오. (~2022년)
- 1월 22일 - 대한민국의 화학자 전무식. (~2004년)
- 1월 23일 - 미국의 영화배우 제임스 라도. (~2022년)
- 1월 24일 - 대한민국의 통일운동가 백기완. (~2021년)
- 1월 25일 - 대한민국의 성우 구민.

### 2월
- 2월 3일 - 대한민국의 군인, 정치인 장기오.
- 2월 5일 - 대한민국의 정치인 김용환. (~2017년)
- 2월 6일
  - 프랑스의 영화 감독 프랑수아 트뤼포. (~1984년)
  - 쿠바의 혁명가, 아나키스트 카밀로 시엔푸에고스. (~1959년)
- 2월 8일 - 미국의 작곡가 존 윌리엄스.
- 2월 9일 - 일본의 야구 선수, 야구 감독 히로오카 다쓰로.
- 2월 17일 - 대한민국의 기업가 박성용. (~2005년)
- 2월 18일 - 미국의 영화 감독 밀로스 포만. (~2018년)
- 2월 22일 - 미국의 정치인 에드워드 M. 케네디. (~2009년)
- 2월 25일
  - 대한민국의 정치인 이만섭. (~2015년)
  - 미국의 음악가 조니 캐시. (~2003년)
- 2월 26일 - 대한민국의 대학 교수, 외교관 함병춘. (~1983년)
- 2월 27일 - 영국의 영화배우 엘리자베스 테일러. (~2011년)
- 2월 29일
  - 대한민국의 사회운동가 백기완.
  - 대한민국의 외교관, 공무원 김동휘. (~1983년)

### 3월
- 3월 2일 - 대한민국의 정치인 김윤환. (~2003년)
- 3월 4일 - 남아프리카 공화국의 가수, 배우 미리엄 마케바. (~2008년)
- 3월 6일 - 폴란드의 역사가, 정치인 브로니스와프 게레메크. (~2008년)
- 3월 7일
  - 대한민국의 교육자, 정치인 김문기. (~2021년)
  - 대한민국의 축구 선수 유광준.(~1999년)
- 3월 12일 - 대한민국의 언론 출신 정치인 박권흠. (~2024년)
- 3월 14일 - 일본의 성우 오오타케 히로시. (~2022년)
- 3월 15일 - 대한민국의 소설가 이호철. (~2016년)
- 3월 18일 - 미국의 작가 존 업다이크. (~2009년)
- 3월 20일
  - 대한민국의 가수 곽순옥. (~2023년)
  - 대한민국의 조직폭력배 신상현. (~2024년)
- 3월 22일 - 대한민국의 정치인 염보현. (~2021년)
- 3월 27일 - 대한민국의 축구 선수 최광석. (~2008년)
- 3월 31일 - 일본의 영화감독 오시마 나기사. (~2013년)

### 4월
- 4월 1일
  - 대한민국의 정치인 하경근. (~2015년)
  - 미국의 배우 데비 레이놀즈. (~2016년)
- 4월 4일 - 러시아의 영화감독 안드레이 타르콥스키. (~1986년)
- 4월 5일 - 대한민국의 비전향 장기수 오형식. (~2006년)
- 4월 6일 - 대한민국의 헌법학자, 정치인 갈봉근. (~2002년)
- 4월 10일
  - 이집트의 배우 오마르 샤리프. (~2015년)
  - 대한민국의 정치인 임영득.
- 4월 14일 - 미국의 음악가 로레타 린. (~2022년)
- 4월 16일 - 대한민국의 정치인 이종식.
- 4월 17일 - 대한민국의 기업인 박용곤. (~2019년)
- 4월 18일 - 대한민국의 군인, 기업인 겸 정치인 이인구. (~2017년)
- 4월 19일 - 콜롬비아의 조각가 페르난도 보테로. (~2023년)
- 4월 22일 - 일본의 음악가 토미타 이사오. (~2016년)
- 4월 26일 - 프랑스의 가수, 작곡가 프랑시스 레. (~2018년)
- 4월 27일 - 프랑스의 배우 아누크 에메.

### 5월
- 5월 2일 - 미국의 배우 브루스 글로버. (~2025년)
- 5월 4일 - 캐나다의 저술가, 작가, 사학자 자크 라쿠르시에르. (~2021년)
- 5월 11일 - 대한민국의 군인, 경찰, 제16대 서울시장, 정치 구자춘. (~1996년)
- 5월 15일 - 미국의 정치가, 뉴어크의 첫 흑인 시장 케네스 A. 깁슨. (~2019년)
- 5월 24일
  - 대한민국의 정치인 노인환. (~2023년)
  - 대한민국의 교육인 정희경. (~2024년)
  - 일본의 정치인 와타나베 고조. (~2020년)
- 5월 28일 - 대한민국의 사회기관단체인 박영숙. (~2013년)

### 6월
- 6월 7일 - 대한민국의 언론인, 정치인, 작가, 시인 김윤환. (~2003년)
- 6월 12일 - 대한민국의 의료인 이길여.
- 6월 13일 - 미국의 물리학자 찰스 W. 미스너. (~2023년)
- 6월 14일 - 대한민국의 불교 승려 지관. (~2012년)
- 6월 18일 - 대한민국의 전문직업인 이찬주. (~?)
- 6월 21일 - 아르헨티나의 음악가 랄로 시프린
- 6월 24일 - 일본의 제12대 재무재신 후지이 히로히사. (~2022년)
- 6월 27일 - 대한민국의 외교관 노재원. (~2006년)

### 7월
- 7월 2일 - 미국의 기업인, 웬디스의 창업자 데이브 토머스. (~1973년)
- 7월 9일 - 미국의 정치가 도널드 럼즈펠드. (~2021년)
- 7월 12일 - 미국의 육상 선수 오티스 데이비스. (~2024년)
- 7월 16일
  - 대한민국의 정치인, 군인 신치구. (~2023년)
  - 미국의 배우 빌 바이제. (~2025년)
- 7월 20일 - 한국계 미국인 현대미술가 백남준. (~2006년)
- 7월 21일 - 미국의 기독교 조직신학자, 철학자 노만 가이슬러. (~2019년)
- 7월 25일 - 아일랜드의 경영학자 찰스 핸디. (~2024년)

### 8월
- 8월 2일
  - 미국의 스포츠 기업인 라마 헌트. (~2006년)
  - 아일랜드의 배우 피터 오툴. (~2013년)
- 8월 7일 - 에티오피아의 육상 선수 아베베 비킬라. (~2002년)
- 8월 12일 - 대한민국의 법조인 이영욱. (~2024년)
- 8월 15일 - 미국의 영화배우 애비 돌턴. (~2020년)
- 8월 17일
  - 영국의 소설가 V. S. 나이폴. (~2018년)
  - 프랑스의 삽화가 장자크 상페. (~2022년)
- 8월 18일 - 프랑스의 생물학자 뤼크 몽타니에. (~2022년)
- 8월 23일 - 미국의 배우, 가수, 영화배우 올리브 무어필드.
- 8월 24일 - 영국의 추기경 코맥 머피오코너. (~2017년)
- 8월 26일 - 미국의 우주비행사 조 엥글. (~2024년)
- 8월 27일 - 대한민국의 정치인 나오연.

### 9월
- 9월 1일 - 대한민국의 교육자 유근림. (~2025년)
- 9월 3일 - 미국의 배우 아일린 브레넌. (~2013년)
- 9월 7일 - 대한민국의 문학평론가 고석규. (~1958년)
- 9월 8일 - 일본의 그래픽 디자이너 스기우라 고헤이.
- 9월 9일
  - 대한민국의 경찰관 최규식. (~1968년)
  - 미국의 배우 미치 매콜. (~2024년)
- 9월 10일
  - 대한민국의 군인, 정치인 정호용.
  - 대한민국의 노동운동가, 정치인 권중동. (~2021년)
- 9월 13일 - 대한민국의 언론 출신 정치인 이진희.
- 9월 17일 - 미국의 소설가 프레드 스테워트. (~2007년)
- 9월 21일 - 미국의 영화배우 믹키 컨. (~2022년)
- 9월 23일 - 칠레의 음악가 빅토르 하라. (~1973년)
- 9월 25일 - 우크라이나의 오페라 가수 아나톨리 솔로비야넨코. (~1999년)
- 9월 26일
  - 인도의 정치인 만모한 싱.
  - 러시아의 작가 블라디미르 보이노비치.
- 9월 29일
  - 대한민국의 인권 운동가 김상헌.
  - 미국의 영화감독 로버트 벤턴. (~2025년)
- 9월 30일
  - 대한민국의 비전향 장기수 김용수.
  - 일본의 정치인 이시하라 신타로. (~2022년)

### 10월
- 10월 2일 - 대한민국의 효부 강숙순. (~2025년)
- 10월 3일 - 대한민국의 택시기사 김사복. (~1984년)
- 10월 5일 - 대한민국의 기업인, 정치인 이도선.
- 10월 8일
  - 대한민국의 승려 법정. (~2010년)
  - 대한민국의 시사 만화가 김성환. (~2019년)
  - 웨일스의 스누커 선수 레이 리어던. (~2024년)
- 10월 19일 - 대한민국의 비전향장기수 김동기.
- 10월 13일 - 미국의 수학자 존 G그리그스 톰프슨.
- 10월 14일 - 미국의 모델, 영화배우 다이안 손. (~2020년)
- 10월 24일 - 미국의 기업인, 컨설턴트 스티븐 코비. (~2012년)
- 10월 27일 - 미국의 시인 실비아 플래스. (~1963년)
- 10월 28일 - 구 소련의 정치인 블라디미르 이바시코. (~1994년)
- 10월 30일
  - 프랑스의 영화 감독 루이 말. (~1995년)
  - 대한민국의 국정원장 서동권.

### 11월
- 11월 4일 - 오스트리아의 전 대통령 토마스 클레스틸. (~2004년)
- 11월 5일
  - 대한민국의 정치인 박종문.
  - 대한민국의 승려, 저술가 법정. (~2010년)
  - 중국의 작가 바오퉁. (~2022년)
- 11월 8일 - 프랑스의 배우 스테판 오드랑. (~2018년)
- 11월 10일 - 미국의 배우 로이 샤이더. (~2008년)
- 11월 13일 - 미국의 원반던지기 선수 올가 피코토바. (~2024년)
- 11월 27일 - 필리핀의 정치인 베니그노 아키노 2세. (~1983년)
- 11월 29일 - 대한민국의 시인, 교육자 이성교. (~2021년)

### 12월
- 12월 1일 - 대한민국의 교육자 이병희.
- 12월 4일 - 대한민국의 군인, 정치인, 제13대 대통령 노태우. (~2021년)
- 12월 5일 - 미국의 가수 리틀 리처드. (~2020년)
- 12월 7일 - 미국의 배우 엘런 버스틴.
- 12월 10일 - 대한민국의 정치인 이경재. (~2021년)
- 12월 14일 - 대한민국의 정치인 김재홍. (~2001년)
- 12월 16일 - 잉글랜드의 만화가 퀜틴 블레이크.
- 12월 19일 - 독일의 정치인 베른하르트 포겔. (~2025년)
- 12월 23일 - 대한민국의 정치인 김영배. (~2013년)
- 12월 28일 - 미국의 영화배우 니셸 니컬스. (~2022년)
- 12월 29일 - 대한민국의 소설가 최일남. (~2023년)

### 미상
- 대한민국의 천주교 신부 김병상. (~2020년)
- 대한민국의 성우 신원균. (~1986년)
- 대한민국의 아나운서, 목사 이광재. (~2012년)
- 미국의 정치철학 교수 하비 맨스필드.
- 대한민국의 정치인. 충청남도 태안군의원 김영우.
- 대한민국의 정치인 박승규. (~2012년)
- 대한민국의 국악인 이경희.
- 대한민국의 수필가 이경희. (~2024년)
- 대한민국의 배우 이경희. (~2018년)
- 대한민국의 작가 이영호.
- 대한민국의 대학교수 허정.
- 일본의 지휘자 구마가이 히로시.
- 일본의 식물학자 이노우에 히로시. (~1989년)

## 사망

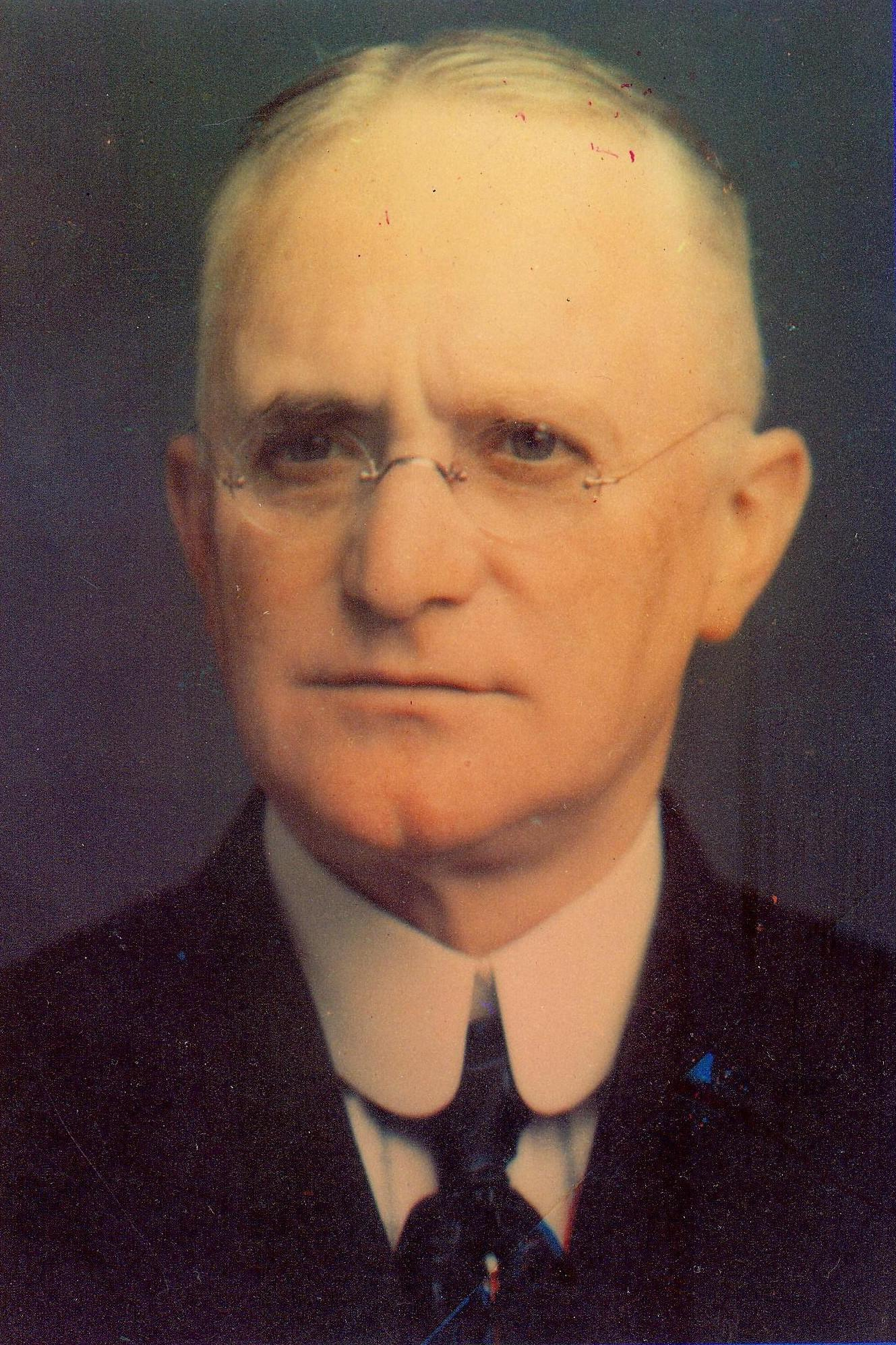
조지 이스트먼

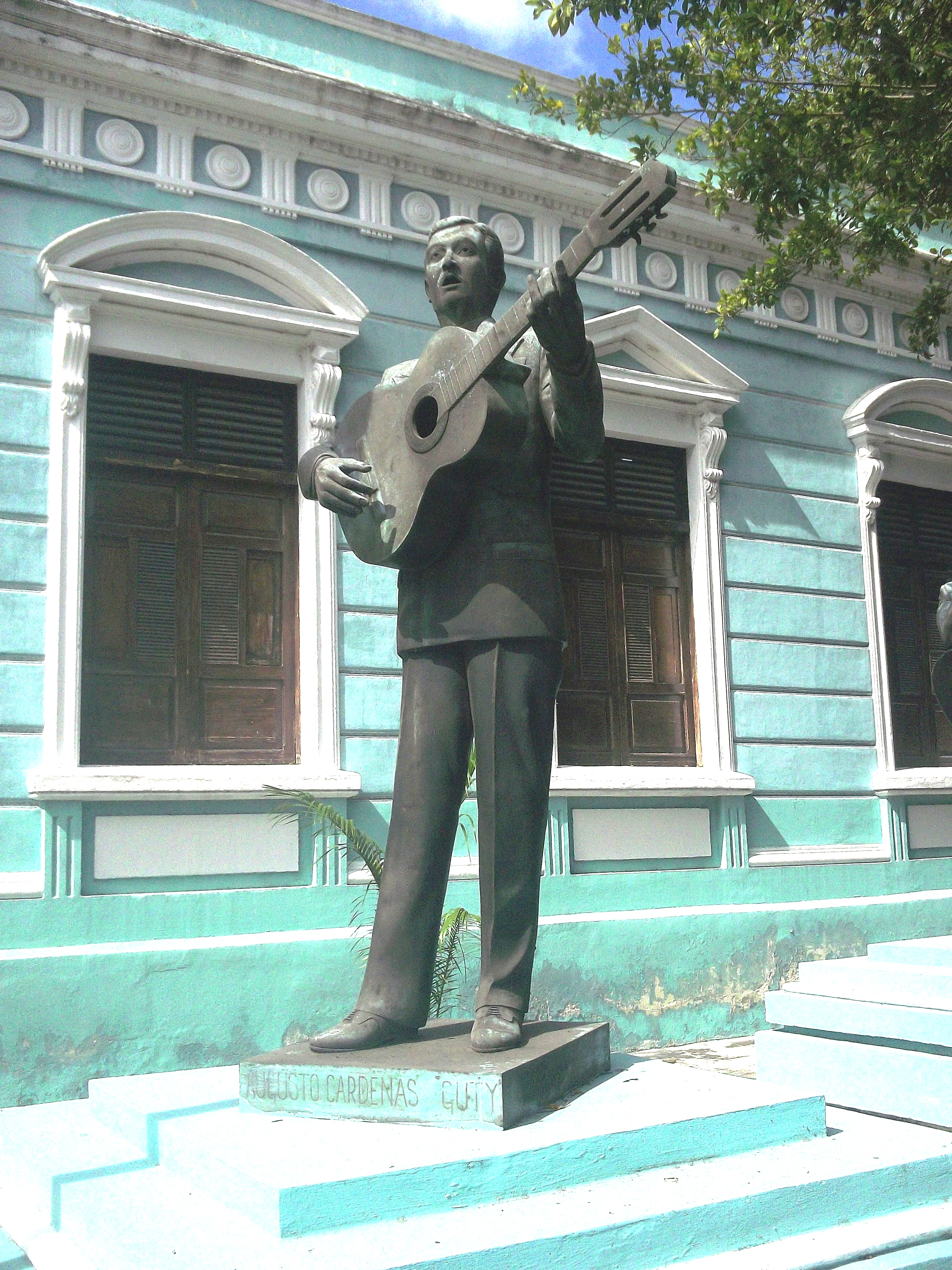
구티 카르데나스

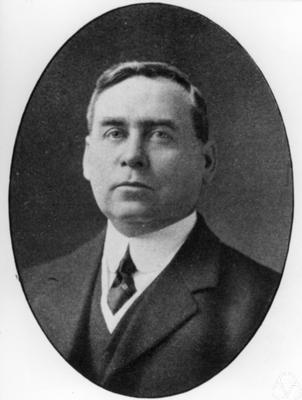
존 필즈

- 1월 24일 - 독일의 히틀러 청소년단원 헤르베르트 노르쿠스. (1916년~)
- 3월 14일 - 코닥의 창업자 조지 이스트먼. (1854년~)
- 4월 5일 - 멕시코의 작곡가 구티 카르데나스. (1905년~)
- 4월 20일 - 이탈리아 수학자 주세페 페아노. (1858년~)
- 5월 18일 - 독일의 법학자 에른스트 폰 벨링. (1866년~)
- 8월 9일 - 캐나다의 수학자 존 찰스 필즈. (1863년~)
- 9월 16일 - 웨일스 출신의 할리우드 무명 여배우 페그 엔트위슬. (1908년~)
- 10월 10일 - 대한민국의 독립운동가 이봉창. (1900년~)
- 11월 17일 - 대한제국의 독립운동가 이회영. (1867년~)
- 12월 19일 - 대한제국의 독립운동가 윤봉길. (1908년~)

## 노벨상
- 문학상:
- 물리학상: 베르너 하이젠베르크.
- 생리학 및 의학상:
- 평화상:
- 화학상:

## 달력
| 1월 |    |    |    |    |    |    |
| 일  | 월 | 화 | 수 | 목 | 금 | 토 |
|     |    |    |    |    | 1  | 2  |
| 3   | 4  | 5  | 6  | 7  | 8  | 9  |
| 10  | 11 | 12 | 13 | 14 | 15 | 16 |
| 17  | 18 | 19 | 20 | 21 | 22 | 23 |
| 24  | 25 | 26 | 27 | 28 | 29 | 30 |
| 31  |    |    |    |    |    |    |

| 2월 |    |    |    |    |    |    |
| 일  | 월 | 화 | 수 | 목 | 금 | 토 |
|     | 1  | 2  | 3  | 4  | 5  | 6  |
| 7   | 8  | 9  | 10 | 11 | 12 | 13 |
| 14  | 15 | 16 | 17 | 18 | 19 | 20 |
| 21  | 22 | 23 | 24 | 25 | 26 | 27 |
| 28  | 29 |    |    |    |    |    |

| 3월 |    |    |    |    |    |    |
| 일  | 월 | 화 | 수 | 목 | 금 | 토 |
|     |    | 1  | 2  | 3  | 4  | 5  |
| 6   | 7  | 8  | 9  | 10 | 11 | 12 |
| 13  | 14 | 15 | 16 | 17 | 18 | 19 |
| 20  | 21 | 22 | 23 | 24 | 25 | 26 |
| 27  | 28 | 29 | 30 | 31 |    |    |

| 4월 |    |    |    |    |    |    |
| 일  | 월 | 화 | 수 | 목 | 금 | 토 |
|     |    |    |    |    | 1  | 2  |
| 3   | 4  | 5  | 6  | 7  | 8  | 9  |
| 10  | 11 | 12 | 13 | 14 | 15 | 16 |
| 17  | 18 | 19 | 20 | 21 | 22 | 23 |
| 24  | 25 | 26 | 27 | 28 | 29 | 30 |

| 5월 |    |    |    |    |    |    |
| 일  | 월 | 화 | 수 | 목 | 금 | 토 |
| 1   | 2  | 3  | 4  | 5  | 6  | 7  |
| 8   | 9  | 10 | 11 | 12 | 13 | 14 |
| 15  | 16 | 17 | 18 | 19 | 20 | 21 |
| 22  | 23 | 24 | 25 | 26 | 27 | 28 |
| 29  | 30 | 31 |    |    |    |    |

| 6월 |    |    |    |    |    |    |
| 일  | 월 | 화 | 수 | 목 | 금 | 토 |
|     |    |    | 1  | 2  | 3  | 4  |
| 5   | 6  | 7  | 8  | 9  | 10 | 11 |
| 12  | 13 | 14 | 15 | 16 | 17 | 18 |
| 19  | 20 | 21 | 22 | 23 | 24 | 25 |
| 26  | 27 | 28 | 29 | 30 |    |    |

| 7월 |    |    |    |    |    |    |
| 일  | 월 | 화 | 수 | 목 | 금 | 토 |
|     |    |    |    |    | 1  | 2  |
| 3   | 4  | 5  | 6  | 7  | 8  | 9  |
| 10  | 11 | 12 | 13 | 14 | 15 | 16 |
| 17  | 18 | 19 | 20 | 21 | 22 | 23 |
| 24  | 25 | 26 | 27 | 28 | 29 | 30 |
| 31  |    |    |    |    |    |    |

| 8월 |    |    |    |    |    |    |
| 일  | 월 | 화 | 수 | 목 | 금 | 토 |
|     | 1  | 2  | 3  | 4  | 5  | 6  |
| 7   | 8  | 9  | 10 | 11 | 12 | 13 |
| 14  | 15 | 16 | 17 | 18 | 19 | 20 |
| 21  | 22 | 23 | 24 | 25 | 26 | 27 |
| 28  | 29 | 30 | 31 |    |    |    |

| 9월 |    |    |    |    |    |    |
| 일  | 월 | 화 | 수 | 목 | 금 | 토 |
|     |    |    |    | 1  | 2  | 3  |
| 4   | 5  | 6  | 7  | 8  | 9  | 10 |
| 11  | 12 | 13 | 14 | 15 | 16 | 17 |
| 18  | 19 | 20 | 21 | 22 | 23 | 24 |
| 25  | 26 | 27 | 28 | 29 | 30 |    |

| 10월 |    |    |    |    |    |    |
| 일   | 월 | 화 | 수 | 목 | 금 | 토 |
|      |    |    |    |    |    | 1  |
| 2    | 3  | 4  | 5  | 6  | 7  | 8  |
| 9    | 10 | 11 | 12 | 13 | 14 | 15 |
| 16   | 17 | 18 | 19 | 20 | 21 | 22 |
| 23   | 24 | 25 | 26 | 27 | 28 | 29 |
| 30   | 31 |    |    |    |    |    |

| 11월 |    |    |    |    |    |    |
| 일   | 월 | 화 | 수 | 목 | 금 | 토 |
|      |    | 1  | 2  | 3  | 4  | 5  |
| 6    | 7  | 8  | 9  | 10 | 11 | 12 |
| 13   | 14 | 15 | 16 | 17 | 18 | 19 |
| 20   | 21 | 22 | 23 | 24 | 25 | 26 |
| 27   | 28 | 29 | 30 |    |    |    |

| 12월 |    |    |    |    |    |    |
| 일   | 월 | 화 | 수 | 목 | 금 | 토 |
|      |    |    |    | 1  | 2  | 3  |
| 4    | 5  | 6  | 7  | 8  | 9  | 10 |
| 11   | 12 | 13 | 14 | 15 | 16 | 17 |
| 18   | 19 | 20 | 21 | 22 | 23 | 24 |
| 25   | 26 | 27 | 28 | 29 | 30 | 31 |

### 음양력 대조 일람
| 음력월 | 월건 | 대소 | 음력 1일의 양력 월일 | 음력 1일 간지 |
| ------ | ---- | ---- | -------------------- | ------------- |
| 1월    | 임인 | 대   | 2월 6일              | 정유          |
| 2월    | 계묘 | 대   | 3월 7일              | 정묘          |
| 3월    | 갑진 | 대   | 4월 6일              | 정유          |
| 4월    | 을사 | 소   | 5월 6일              | 정묘          |
| 5월    | 병오 | 대   | 6월 4일              | 병신          |
| 6월    | 정미 | 소   | 7월 4일              | 병인          |
| 7월    | 무신 | 대   | 8월 2일              | 을미          |
| 8월    | 기유 | 소   | 9월 1일              | 을축          |
| 9월    | 경술 | 소   | 9월 30일             | 갑오          |
| 10월   | 신해 | 대   | 10월 29일            | 계해          |
| 11월   | 임자 | 소   | 11월 28일            | 계사          |
| 12월   | 계축 | 대   | 12월 27일            | 임술          |